# Abbazia di Echternach
L'abbazia di Echternach è un monastero benedettino della città di Echternach, in Lussemburgo.
L'abbazia venne fondata da San Villibrordo, santo patrono del Lussemburgo, nel VII secolo ed è oggi nota per l'attrazione turistica dell'annuale "processione danzante". Fu per secoli un'abbazia imperiale.
Nel 1939 la Chiesa abbaziale di San Villibrordo è stata elevata al rango di basilica minore.

## Storia

### Origini e fondazione di san Willibrord

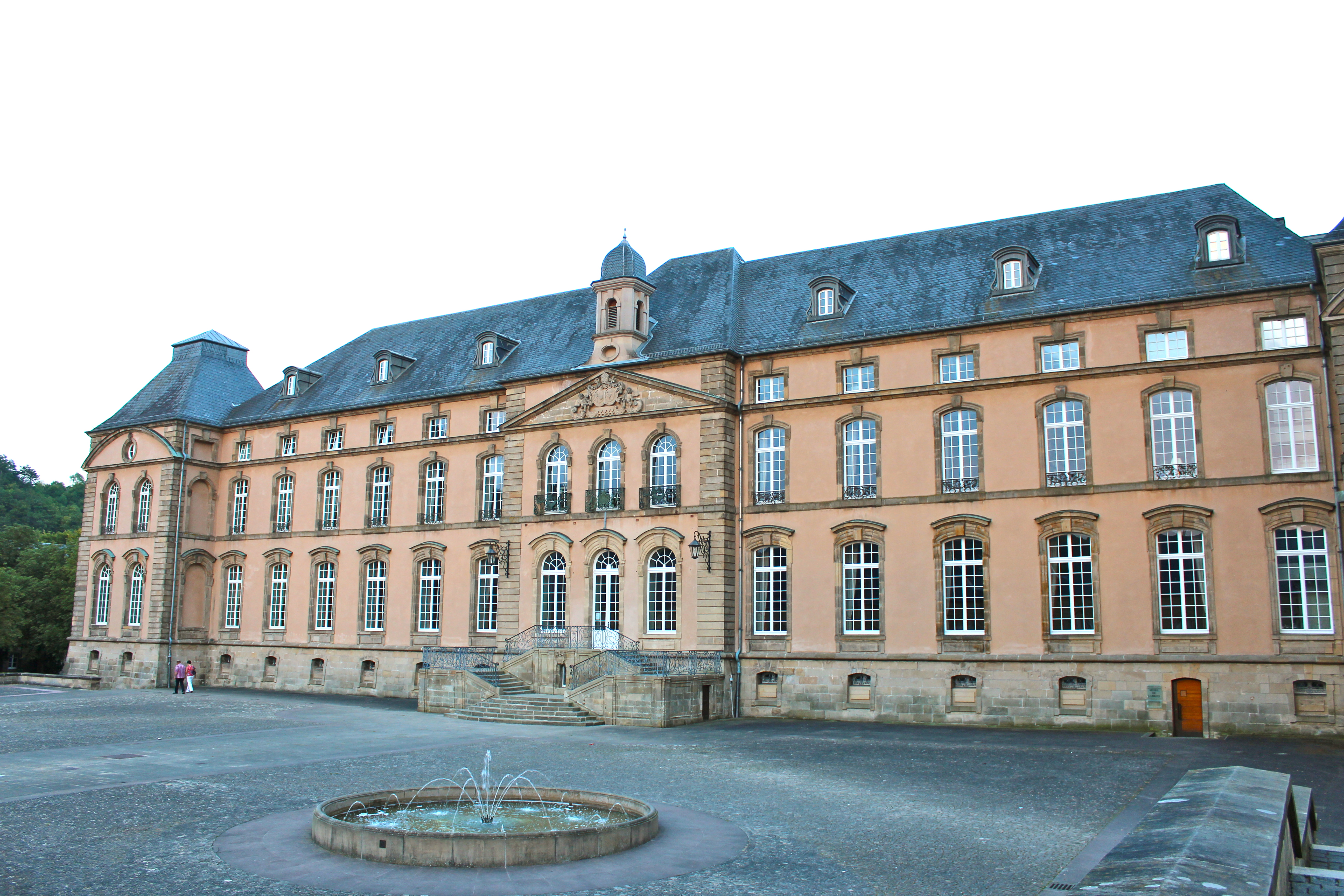
Il Palazzo abbaziale.

Nel VI secolo il territorio, situato lungo il fiume Sauer (o Sûre), passò nelle mani della sede episcopale Treviri, che decise la costruzione nel luogo del primo nucleo dell'attuale monastero. Nel 698, Irmina, figlia del re merovingio Dagoberto II, cedette a san Willibrord, missionario proveniente dalla Northumbria e vescovo di Utrecht, le terre di Echternach per costruirvi un grande monastero, di cui Willibrord divenne il primo abate. Egli era conosciuto anche con l'appellativo di apostolo della Frisia per la sua opera di conversione delle popolazioni locali al paganesimo. Echternach fu il primo monastero anglosassone sul continente europeo.
Willibrord costruì a Echternach nel 700 una prima chiesa grazie ai finanziamenti di Pipino di Herstal. Il figlio di Pipino, Carlo Martello, fondatore della dinastia carolingia, fece battezzare il proprio figlio, Pipino il Breve, a Echternach nel 714.
San Willibrord trascorse molti anni a Echternach, specialmente dopo il sacco di Utrecht del 716, e a Echternach morì nel 739. Venne sepolto nell'oratorio locale, che divenne presto meta di pellegrinaggi, in particolare dopo la sua canonizzazione. Nel 751, Pipino elevò l'abbazia alla condizione di "abbazia reale" e le garantì l'immunità legale. Attorno alle mura dell'abbazia crebbe un villaggio che presto divenne uno dei più grandi e prosperi di tutto il Lussemburgo.

### Il rinascimento carolingio
Beornrado, terzo abate di Echternach, fu largamente favorito da Carlo Magno, e venne eletto arcivescovo di Sens nel 785. Alla morte di Beornrado, nel 797, Carlo Magno prese il diretto controllo dell'abbazia per un anno.
Influenzati dalla tradizione irlandese, i monaci di Echternach divennero i maggiori produttori di opere miniate della regione, sviluppando uno dei migliori scriptoria dell'epoca franca. Fu probabilmente realizzato qui il Codex Eyckensis, evangeliario miniato su pergamena oggi conservato nella chiesa di Santa Caterina a Maaseik .

### Il ritorno dei monaci benedettini

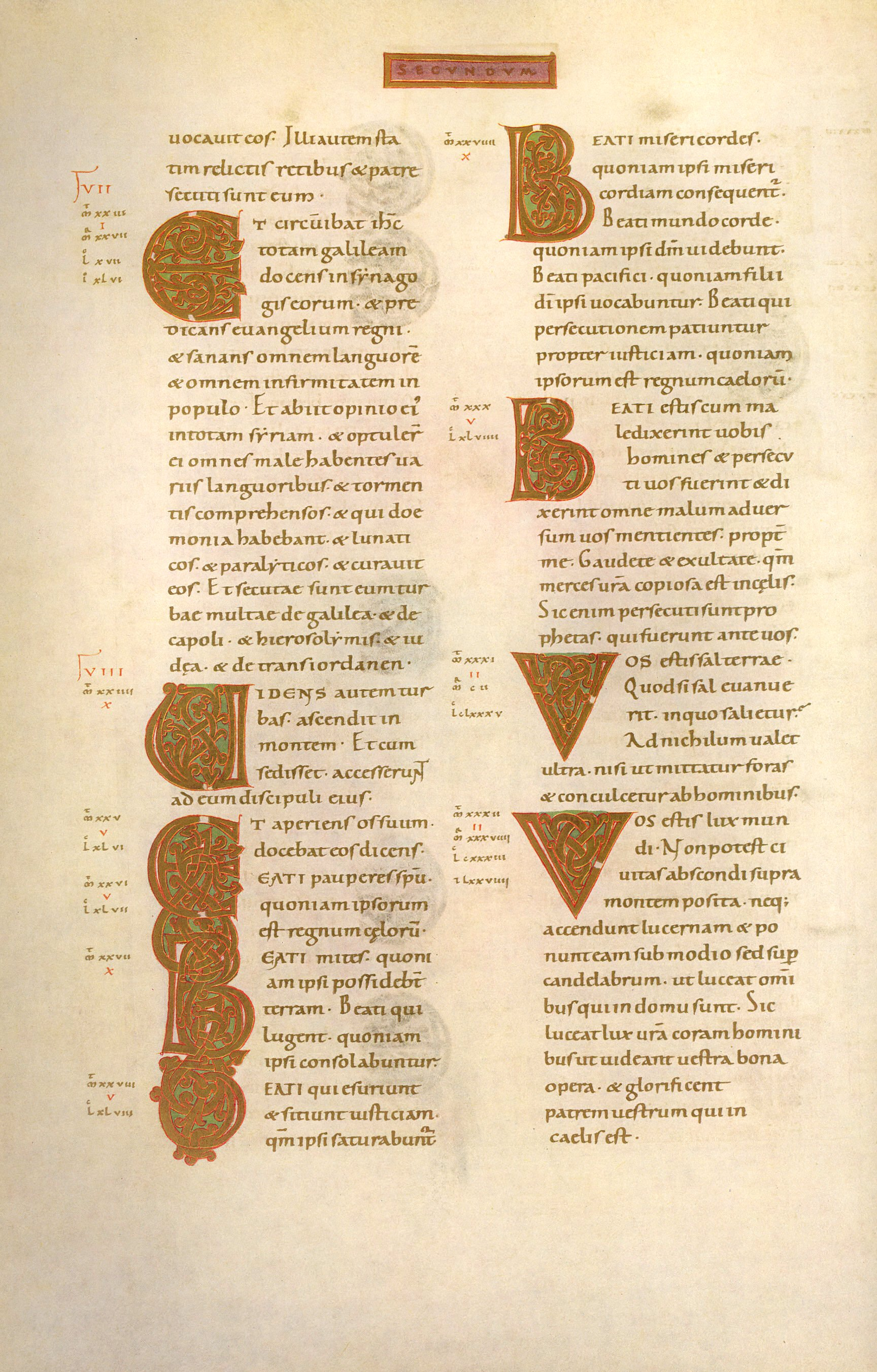
Pagina miniata del Codex Aureus.

La fortuna dell'abbazia continuò sotto il Sacro Romano Impero. Quando Ottone il Grande riunì l'impero dopo le lotte tra gli eredi di Carlo Magno, la basilica divenne uno dei maggiori centri intellettuali e religiosi dell'area. Nel 971, Ottone I riportò i benedettini a Echternach con una delegazioe di quaranta monaci provenienti da Treviri. L'abbazia entrò così nella sua seconda età d'oro divenendo una delle abbazie più influenti del nord Europa. Il Codex Aureus di Echternach, fu uno dei maggiori prodotti miniati dell'epoca.

### Cronologia delle chiese

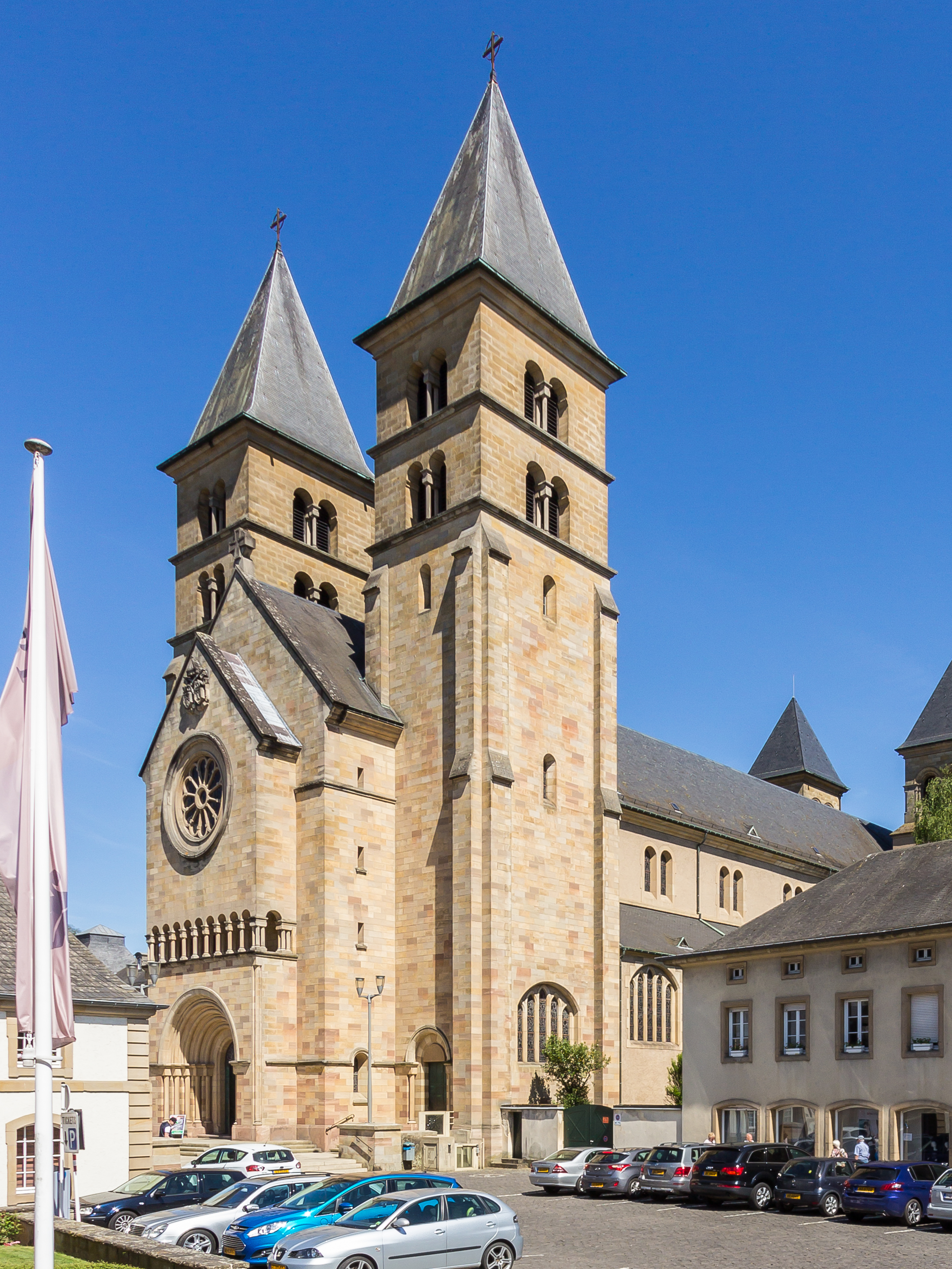
La chiesa abbaziale.

Sul sito dell'abbazia vennero costruite successivamente sei chiese:
- Fino al 700 ca. fu presente l'originale chiesa pre-abbaziale
- 700-800 ca.: chiesa merovingia
- 800 ca. - 1016: chiesa carolingia
- 1031 - 1797: basilica romanica
- 1862 - 1944: nuova basilica ricostruita
- dal 1953: basilica attuale

## La processione danzante
Malgrando la lunga storia dell'abbazia, Echternach è oggi meglio conosciuta per la sua annuale tradizionale processione danzante, che si svolge per le città di Echternach e che viene fatta in onore di San Willibrord.